# Lidija Šentjurc

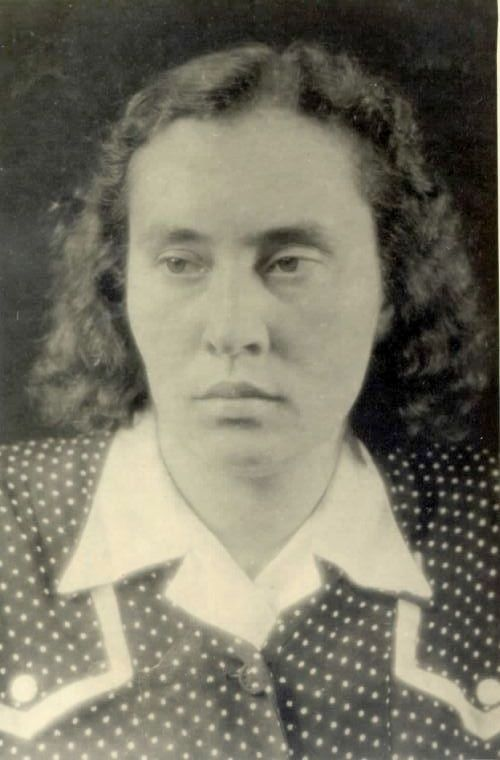
Lidija Šentjurc in 1946

Lidija Šentjurc (Hrastnik, 18 maart 1911 - ?, 25 december 2000) was een Sloveense communiste en politica. Zij studeerde in 1938 af aan de universiteit van Ljubljana. Sinds 1932 was ze actief in de communistische partij. In 1933 werd Šentjurc vanwege haar communistische activiteiten gearresteerd en tot twee jaar gevangenisstraf veroordeeld. Na haar vrijlating zette ze haar werk onverminderd voort. Na de bezetting van Slovenië werd haar familie in het kader van de Duitse germaniseringspolitiek naar Servië gedeporteerd, vanwaar Šentjurc eind september 1941 weer illegaal terugreisde naar Slovenië.
Tijdens de oorlog maakte Šentjurc deel uit van de leiding van het Sloveense Bevrijdingsfront. Van 1943 tot 1958 was zij lid van het Centraal Comité (CC) van de Communistische Partij van Slovenië. In de periode 1945-1946 en van 1949 tot 1952 vervulde ze bovendien de functie van secretaris van het CC. Tot 1952 was Šentjurc ook lid van het Sloveense politbureau, later hernoemd in Uitvoerend Comité van de partij. In 1946 en 1947 was Lidija Šentjurc Sloveens minister van ontwikkeling en onderwijs, in 1947 tot 1949 minister voor gemeentelijke zaken.
Op het niveau van de Joegoslavische federatie was Šentjurc lid van het CC van de Joegoslavische Communistenbond tussen 1952 en 1968, van 1952 tot 1958 vicevoorzitter van het federale parlement en va  1958 tot 1962 Joegoslavisch regeringslid, onder meer voor sociale zaken. Aansluitend was zij actief in de Socialistische Bond van het Arbeidende Volk op federaal vlak. Tussen 1969 en 1980 zat Šentjurc de commissie van het CC voor de bestudering van de geschiedenis van de Sloveense communistische partij voor. 
Šentjurc speelde lange tijd een belangrijke rol in de Sloveense politiek. Zij was gehuwd met de politicus en oud-vicepresident van Joegoslavië Sergej Kraigher, terwijl de Joegoslavische oud-minister van binnenlandse zaken Stane Dolanc haar neef was. Tot haar politieke vriendenkring behoorde ook Mitja Ribičič.
- International Standard Name Identifier: 0000 0003 9044 7692
- Nederlandse Thesaurus van Auteursnamen: 172263255
- Virtual International Authority File: 284096701
- WorldCat: E39PBJpDMF9xjWrdRt9yjQhWDq